# Soccer Dog: The Movie
Soccer Dog: The Movie (en Latinoamérica El perro futbolista y en España Un delantero muy peludo) es una película estadounidense estrenada en 1999 protagonizada por Lincoln, un perro con un talento especial para jugar a fútbol.

## Sinopsis
Clay Newline es un niño huérfano adoptado por Alden, un gran fanático del fútbol que se lo lleva a vivir con él a la ciudad de Crocker; sin embargo Clay no tiene un verdadero interés por el deporte. Clay adopta a un perro callejero al que le da el nombre de Lincoln. Lincoln posee una gran habilidad para jugar al fútbol, por lo que se convierte en la estrella del equipo de fútbol local.

## Reparto
- James Marshall - Alden
- Olivia d'Abo - Elena
- Jeremy Foley - Clay
- Sam McMurray - Entrenador Shaw
- Billy Drago - Damon Fleming
- Kile Gibson - Vince
- Evan Matthew Cohen - Sonny
- Brocker Way - Berger
- Bill Capizzi - Vito